# Esgrima als Jocs Olímpics d'estiu de 1988
Als Jocs Olímpics d'Estiu de 1988 celebrats a la ciutat de Seül (Corea del Sud) es disputaren vuit proves d'esgrima, sis d'elles en categoria masculina i dues en categoria femenina. La competició se celebrà entre els dies 20 i 30 de setembre de 1988.
Participaren 317 esgrimistes, 248 homes i 69 dones, de 42 comitès nacionals diferents.

## Resum de medalles

### Categoria masculina
| Prova                     | Or | Argent                                                                                                  | Bronze |
| Floret individual Detalls | Stefano Cerioni                                                                                            | Udo Wagner                                                                                              | Aleksander Romankov                                                                                       |
| Floret per equips Detalls | Unió SovièticaVladimir Aptiaouri · Anvar Ibraguimov · Boris Koretsky · Ilgar Mamedov · Aleksander Romankov | RFAMatthias Behr · Thomas Endres · Matthias Gey · Ulrich Schreck · Thorsten Weidner                     | HongriaIstvan Busa · Zsolt Ersek · Robert Gatai · Pal Szekeres · Istfan Szelei                            |
| Espasa individual Detalls | Arnd Schmitt                                                                                               | Philippe Riboud                                                                                         | Andrei Chouvalov                                                                                          |
| Espasa per equips Detalls | FrançaFrederic Delpla · Jean-Michel Henry · Olivier Lenglet · Philippe Riboud · Eric Srecki                | RFAElmar Borrmann · Volker Fischer · Thomas Gerull · Alexander Pusch · Arnd Schmitt                     | Unió SovièticaAndrei Chouvalov · Pàvel Kolobkov · Vladimir Reznichenko · Mikhail Tishko · Igor Tikhomirov |
| Sabre individual Detalls  | Jean-François Lamour                                                                                       | Janusz Olech                                                                                            | Giovanni Scalzo                                                                                           |
| Sabre per equips Detalls  | HongriaImre Bujdoso · Laszlo Csongradi · Imre Gedovari · György Nébald · Bence Szabo                       | Unió SovièticaAndrei Alshan · Mikhail Burtsev · Sergei Koryakin · Sergei Mindirgassov · Heorhiy Pohosov | ItàliaMassimo Cavaliere · Gianfranco Dalla Barba · Marco Marin · Ferdinando Meglio · Giovanni Scalzo      |

### Categoria femenina
| Prova                     | Or                                                                                | Argent                                                                                                 | Bronze                                                                                    |
| Floret individual Detalls | Anja Fichtel                                                                      | Sabine Bau                                                                                             | Zita Funkenhauser                                                                         |
| Floret per equips Detalls | RFASabine Bau · Anja Fichtel · Zita Funkenhauser · Anette Klug · Christiane Weber | ItàliaFrancesca Bortolozzi · Annapia Gandolfi · Lucia Traversa · Dorina Vaccaroni · Margherita Zalaffi | HongriaZsuzsanna Janosi · Edit Kovacs · Gertrud Stefanek · Zsuzsa Szocs · Katalin Tuschak |

## Medaller
| Posició | País           | Or | Argent | Bronze | Total |
| 1       | RFA            | 3  | 3      | 1      | 7     |
| 2       | França         | 2  | 1      | 0      | 3     |
| 3       | Unió Soviètica | 1  | 1      | 3      | 5     |
| 4       | Itàlia         | 1  | 1      | 2      | 4     |
| 5       | Hongria        | 1  | 0      | 2      | 3     |
| 6       | Polònia        | 0  | 1      | 0      | 1     |
| 6       | RDA            | 0  | 1      | 0      | 1     |